# アベル・アスコナ

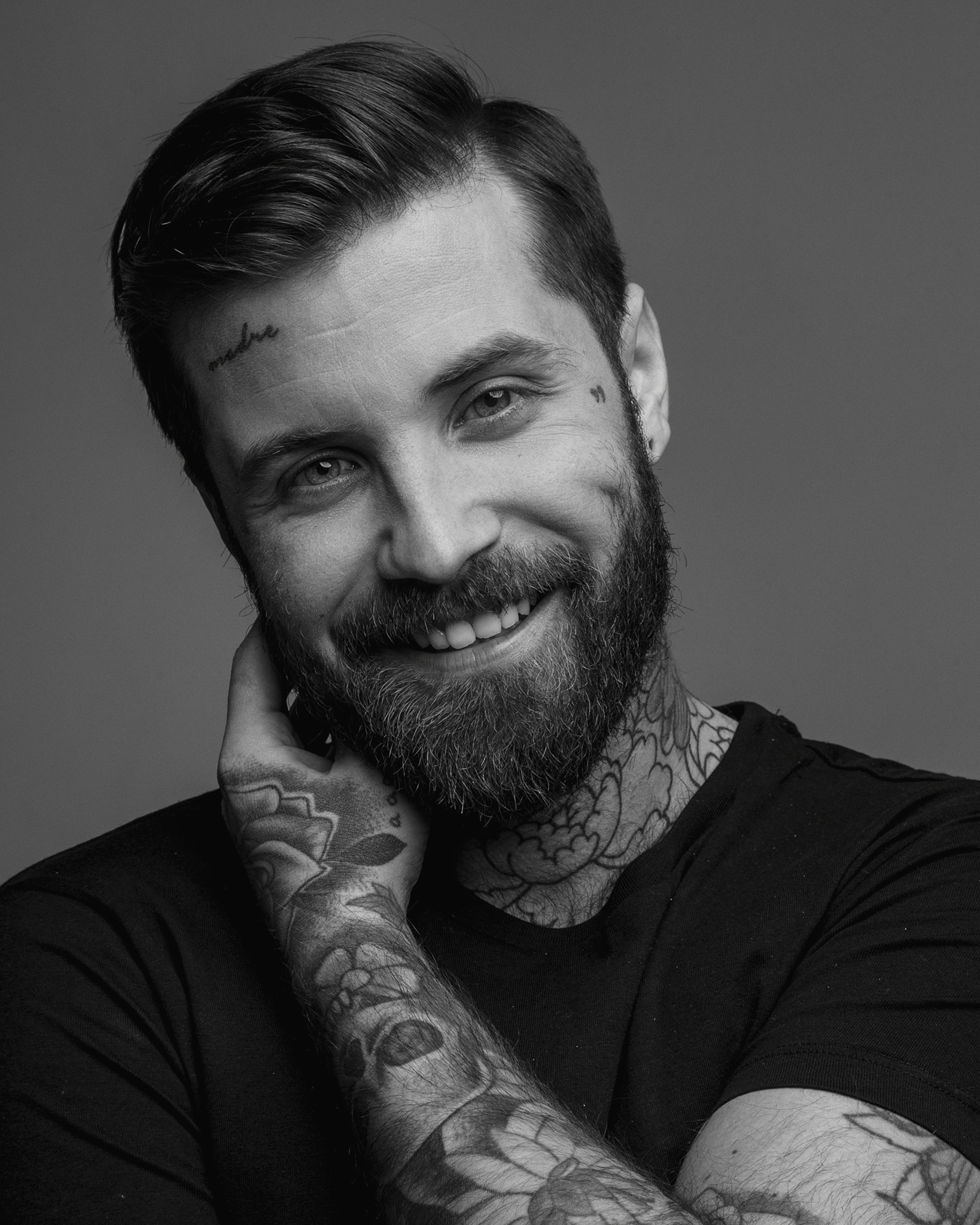
2018年

アベル・アスコナ（スペイン語: Abel Azcona、1988年4月1日 - ）は、スペインの芸術家。パフォーマンスアートを専門としている。
インスタレーションや彫刻、ビデオ・アートによる作品を手がけており、スペインにおける現代美術の『アンファン・テリブル』とされる。初期の作品では自己同一性、痛みの限界などを扱い、その後は政治的、社会的な性質を持つ作品を制作した。作品は、アルセナーレ・ディ・ヴェネツィア、マラガのコンテンポラリ・アート・センター、ボゴタ・ミュージアム・オブ・モダン・アート、ヒューストン・アート・リーグ、レスリー・ローマン美術館、シルクロ・デ・ベラス・アルテス、ダッカと台北のアジアン・アート・ビエンナーレ、リヨン・ビエンナーレ、マイアミ国際パフォーマンス・フェスティバル、バングラデシュ・ライブ・アート・ビエンナーレでも作品が展示されている。2014年、ボゴタ現代美術館にて回顧展が開催された。